# Сержі Лопес
Се́ржі Ло́пес (Серхіо Лопес-і-Аяц,кат. Sergi López i Ayats; нар. 22 грудня 1965, Біланоба-і-ла-Жалтру, Франція) — іспанський (каталонський) актор. Лауреат кінопремії «Сезар» 2001 року за найкращу чоловічу роль у фільмі «Гаррі — друг, який бажає вам добра .

## Біографія
Сержі Лопес народився 22 грудня 1965 у Біланоба-і-ла-Жалтру, провінція Барселона в Каталонії, Іспанія. У підлітковому віці навчався на курсах комедії та циркового мистецтва в Іспанії, потім у Міжнародній школі Театру Жака Лекока у Парижі.
Як кіноактор дебютував 1991 року у фільмі «Подружка Антоніо» режисера Мануеля Пур'є, у якого Лопес знявся ще в шести фільмах, включаючи «Вестерн по-французьки» (1997), завдяки якому до актора прийшла популярність. Фільм брав участь у програмі Каннського кінофестивалю та номінувався на премію «Оскар», а Сержі Лопес — на премію «Сезар» як найперспективніший молодий актор.
У 2000 році Сержі Лопес став володарем престижної премії «Сезар» в категорії «Найкращий актор» за участь у фільмі Домініка Молля «Гаррі — друг, який бажає вам добра».
Сержі Лопес знімався у багатьох французьких та іспанських кінострічках. Всесвітню славу йому принесла участь в фільмах «Порнографічні зв'язки» (1999) та «Брудні принади» (2002). У 2001 році Сержі Лопеса за ролі у фільмах «Порнографічні зв'язки» та «Гаррі — друг, який бажає вам добра» було названо найкращим іспанським актором. У 2009 році актор виконав одну з головних ролей у фільмі Франсуа Озона «Рікі».

## Фільмографія (вибіркова)

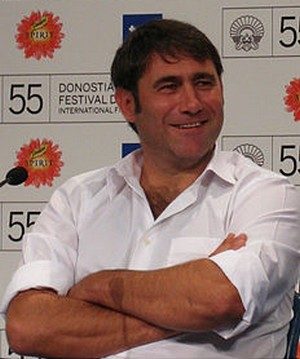
На кінофестивалі у Сан-Себастьяні, 2007 рік

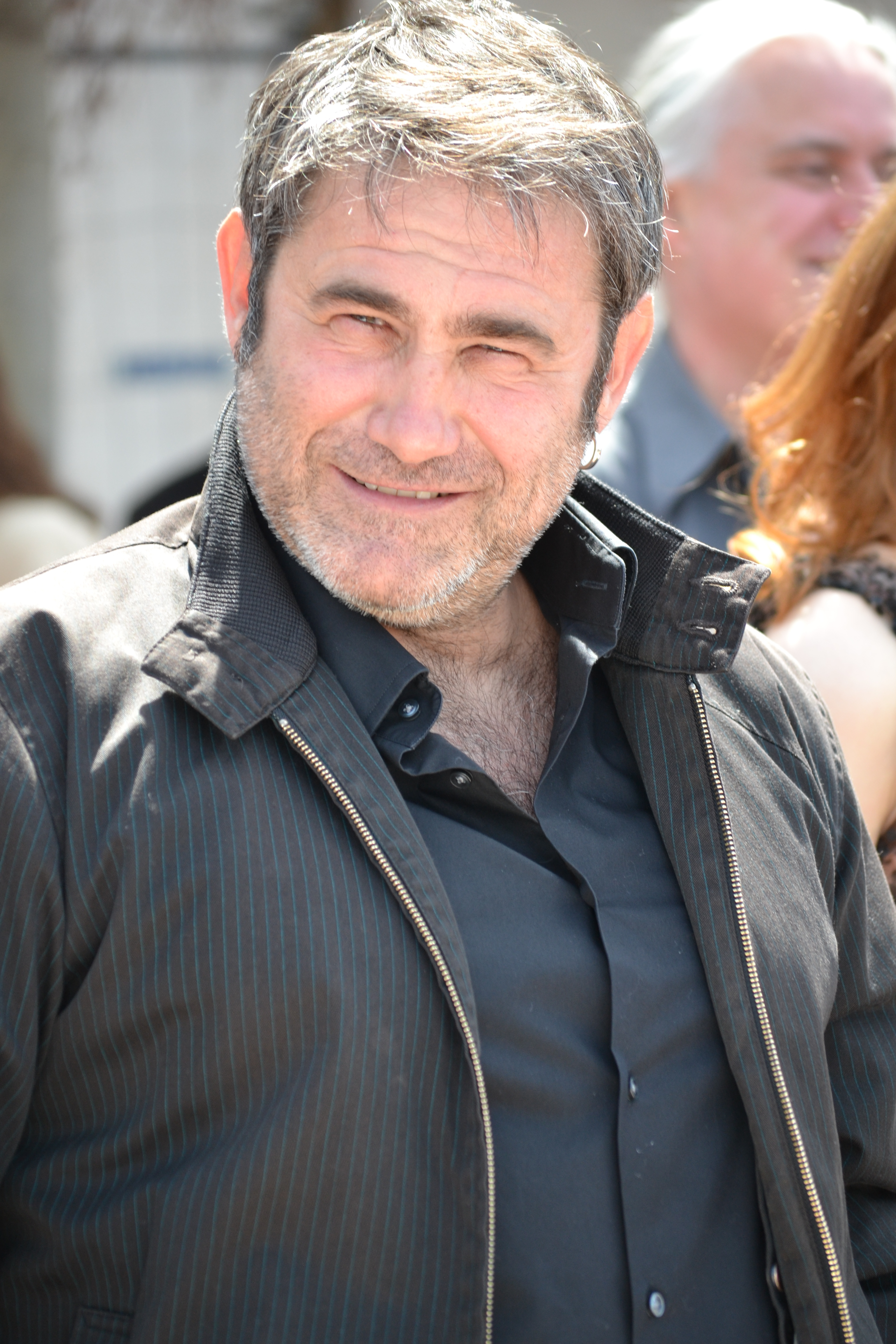
На Каннському кінофестивалі, 2013

| Рік  |    | Українська назва                   | Оригінальна назва                        | Роль                     |
| ---- | -- | ---------------------------------- | ---------------------------------------- | ------------------------ |
| 1992 | ф  | Подружка Антоніо                   | La petite amie d'Antonio                 | Ентоні                   |
| 1994 | ф  | Нижнє місто                        | Ciudad Baja                              |                          |
| 1995 | ф  | У селі                             | ...à la campagne                         | Пабло                    |
| 1995 | тф | Обережно, крихко                   | Attention, fragile                       | учитель іспанської       |
| 1997 | ф  | Маріон                             | Marion                                   | Антоніо                  |
| 1997 | ф  | Вестерн по-французьки              | Western                                  | Пако Казале              |
| 1997 | кф | Руан, п'ятихвилинна зупинка        | Rouen, cinq minutes d'arrêt              | Маріо                    |
| 1998 | ф  | Ласки                              | Carícies                                 | Home                     |
| 1999 | ф  | Поміж ногами                       | Entre las piernas                        | Кліудіо                  |
| 1999 | ф  | Нова Єва                           | La nouvelle Ève                          | Бен                      |
| 1999 | ф  | Лісабон                            | Lisboa                                   | Жоао                     |
| 1999 | ф  | Порнографічні зв'язки              | Une liaison pornographique               | Він                      |
| 1999 | ф  | Знічев'я                           | Rien à faire                             | Луїс                     |
| 1999 | ф  | Словесний напад                    | Ataque verbal                            | Тео                      |
| 2000 | ф  | Тореадори                          | Toreros                                  | Рафаель                  |
| 2000 | ф  | Померти (або ні)                   | Morir (o no)                             | Ассаззі                  |
| 2000 | ф  | Обпалююча любов                    | Arde amor                                | Луїс                     |
| 2000 | ф  | Гаррі — друг, який бажає вам добра | Harry, un ami qui vous veut du bien      | Гаррі                    |
| 2000 | ф  | Десять днів без кохання            | El cielo abierto                         | Мігуель                  |
| 2001 | ф  | Мені тебе бракує                   | Te quiero                                | Коста                    |
| 2001 | ф  | Щасливі люди                       | Hombres felices                          | Ангел                    |
| 2001 | ф  | Молоко людської ніжності           | Le lait de la tendresse humaine          | Серж                     |
| 2001 | ф  | Королеви на один день              | Reines d'un jour                         | Луїс дель Соль           |
| 2001 | ф  | Тільки моя                         | Sólo mía                                 | Жоакін                   |
| 2002 | ф  | Жінки… чи діти спочатку            | Les femmes… ou les enfants d'abord…      | Том                      |
| 2002 | ф  | Ті що втратили й шукають           | Filles perdues, cheveux gras             | Філіп                    |
| 2002 | ф  | Брудні принади                     | Dirty Pretty Things                      | Снекі, Хуан              |
| 2002 | ф  | Історія кохання                    | Décalage horaire                         | Серхіо                   |
| 2003 | кф | Маленький сервіс                   | Un petit service                         | Пако                     |
| 2003 | ф  | Легенда про червоного дракона      | Rencontre avec le dragon                 | Рауль де Вентадур        |
| 2003 | ф  | Дженіс і Джон                      | Janis et John                            | Пабло Стерні             |
| 2004 | ф  | Короткі шляхи                      | Chemins de traverse                      | Віктор                   |
| 2005 | ф  | Сині слова                         | Les mots bleus                           | Вінсент                  |
| 2005 | ф  | Малюй або займайся любов'ю         | Peindre ou faire l'amour                 | Адам                     |
| 2006 | ф  | Лабіринт Фавна                     | El laberinto del fauno                   | Відаль                   |
| 2007 | ф  | Будинок                            | La maison                                | Малог                    |
| 2008 | ф  | Парк                               | Parc                                     | Жорж Клу                 |
| 2009 | ф  | Рікі                               | Ricky                                    | Пако                     |
| 2009 | с  | Увесь тиждень                      | Euskolegas                               |                          |
| 2009 | ф  | Карта звуків Токіо                 | Map of the Sounds of Tokyo               | Давид                    |
| 2009 | ф  | Останній романтик планети Земля    | Les derniers jours du monde              | Тео                      |
| 2009 | ф  | Маленький індієць                  | Petit indi                               | дядько Рамон             |
| 2009 | ф  | Потяг                              | Partir                                   | Іван                     |
| 2009 | ф  | Регата                             | La régate                                | Сержі                    |
| 2010 | ф  | Кафе біля мосту                    | Le café du pont                          |                          |
| 2010 | ф  | Побачення з ангелом                | Rendez-vous avec un ange                 | Ролан Кортес             |
| 2010 | ф  | Відчайдушна домогосподарка         | Potiche                                  | іспанський вантажник     |
| 2010 | ф  | Чорний хліб                        | Pa negre                                 | Алкальд                  |
| 2011 | ф  | Історія Жіно                       | Chez Gino                                | Педро Гонсалес           |
| 2011 | ф  | Здобич                             | La proie                                 | Мануель Каррега          |
| 2011 | ф  | Чернець                            | Le moine                                 | Le débauché              |
| 2012 | ф  | Фламінго Дубаї                     | Dubaï Flamingo                           | Вінсент                  |
| 2012 | ф  | Танго лібре                        | Tango libre                              | Фернан                   |
| 2013 | ф  | Скачки                             | Turf                                     | мосьє Дельгадо           |
| 2013 | ф  | Ніжність                           | La tendresse                             | Лео, моряк               |
| 2013 | ф  | Міхаель Кольхаас                   | Michael Kohlhaas                         | безрукий                 |
| 2013 | с  | Босоніж по червоній землі          | Descalç sobre la terra vermella          | кардинал Йозеф Ратцінгер |
| 2013 | ф  | Ісмаєль                            | Ismael                                   | Жорді                    |
| 2014 | ф  | Джеронімо                          | Жеронімо                                 |                          |
| 2014 | ф  | Чудовий світ                       | Le beau monde                            | Гарольд                  |
| 2014 | ф  | Ель-Ніньйо                         | El Niño                                  | Вісенте                  |
| 2014 | ф  | Смерть за власний рахунок          | Murieron por encima de sus posibilidades | Ель Джеф                 |
| 2014 | ф  | Два меню                           | Dos a la carta                           | Делофе                   |
| 2014 | ф  | Друге походження                   | Segon origen                             |                          |
| 2015 | ф  | 21 ніч з Патті                     | Vingt et une nuits avec Pattie           | Мануель Монтез           |
| 2015 | ф  | Королі світу                       | Les rois du monde                        | Ремен                    |
| 2015 | ф  | Ідеальний день                     | A Perfect Day                            | Гойо                     |
| 2016 | ф  | Сирота                             | Orpheline                                | Моріс                    |
| 2018 | ф  | Щасливий Ладзаро                   | Lazzaro Felice                           | Ултімо                   |
| 2018 | ф  | Чоловік, який вбив Дон Кіхота      | The Man Who Killed Don Quixote           | фермер                   |
| 2019 | ф  | Острів                             | Une Ile                                  | Бруно                    |
| 2020 | ф  | Фестиваль Ріфкіна                  | Rifkin's Festival                        | Пако                     |

## Визнання
| Рік                                               | Категорія                                      | Фільм                                                    | Результат |
| ------------------------------------------------- | ---------------------------------------------- | -------------------------------------------------------- | --------- |
| Кінофестиваль «Актори екрану» (Acteurs à l'Écran) |                                                |                                                          |           |
| 1993                                              | Приз Мішеля Сімона найкращому актору           | Подружка Антоніо                                         | Перемога  |
| Каталонський кінофестиваль у Сітжесі              |                                                |                                                          |           |
| 1997                                              | Найкращий актор                                | Вестерн по-французьки                                    | Перемога  |
| Премія «Сезар»                                    |                                                |                                                          |           |
| 1998                                              | Найперспективніший актор                       | Вестерн по-французьки                                    | Номінація |
| 2001                                              | Найкращий актор                                | Гаррі — друг, який бажає вам добра                       | Перемога  |
| Гойя                                              |                                                |                                                          |           |
| 2002                                              | Найкращий актор                                | Тільки моя                                               | Номінація |
| 2007                                              | Найкращий актор                                | Лабіринт Файна                                           | Номінація |
| 2011                                              | Найкращий актор другого плану                  | Чорний хліб                                              | Номінація |
| Венеційський кінофестиваль                        |                                                |                                                          |           |
| 1999                                              | Приз Пасінетті найкращому актору               | Порнографічні зв'язки                                    | Перемога  |
| Кінофестиваль іспанських фільмів у Малазі         |                                                |                                                          |           |
| 1999                                              | Найкращий актор                                | Вестерн по-французьки                                    | Перемога  |
| Приз Європейської кіноакадемії                    |                                                |                                                          |           |
| 2000                                              | Найкращий актор                                | Гаррі — друг, який бажає вам добра                       | Перемога  |
| 2003                                              | Найкращий актор                                | Брудні принади                                           | Номінація |
| Міжнародний кінофестиваль у Локарно               |                                                |                                                          |           |
| 2001                                              | Спеціальна згадка (найкращий акторський склад) | Молоко людської ніжності                                 | Перемога  |
| Кінофестиваль у Кабурі                            |                                                |                                                          |           |
| 2002                                              | Найкращий актор                                | Жінки… чи діти спочатку                                  | Перемога  |
| Премія Сент Жорді                                 |                                                |                                                          |           |
| 2001                                              | Найкращий іспанський актор                     | Порнографічні зв'язки Гаррі — друг, який бажає вам добра | Перемога  |
| Асоціація кінокритиків Лос-Анджелеса              |                                                |                                                          |           |
| 2006                                              | Найкращий актор другого плану                  | Лабіринт Фавна                                           | 2-е місце |
| Премія Турія                                      |                                                |                                                          |           |
| 2007                                              | Найкращий актор                                | Лабіринт Фавна                                           | Перемога  |